# Walt Whitman Rostow
Walt Whitman Rostow (también conocido como Walt Rostow or W.W. Rostow) (Nueva York, 7 de octubre de 1916 - 13 de febrero de 2003) economista, político estadounidense conocido por su oposición al comunismo, creyente en la eficacia del capitalismo y la libre empresa. Consejero de Seguridad Nacional del presidente Lyndon Johnson (1966-1969).

## Primeros años
Nació en una familia de inmigrantes rusos judíos en Nueva York. Sus padres eran socialistas y le pusieron su nombre en honor al poeta Walt Whitman. Se graduó con sólo 19 años por la Universidad de Yale, y se doctoró en Economía. También estudió durante dos años en la Universidad de Oxford. En 1936, estando en Oxford, asistió al reportero Alistair Cooke, de la radio de la NBC, en la cobertura de la abdicación del Rey Eduardo VIII. Y al completar sus estudios, empezó a trabajar como profesor de Economía en la Universidad de Columbia.

## Carrera académica
Durante la Segunda Guerra Mundial, se unió a la Oficina de Servicios Estratégicos (OSS) en Londres, donde se dedicó a seleccionar objetivos enemigos para la Fuerza Aérea de Estados Unidos. Por su colaboración adicional con el Ministerio del Aire británico, en 1945 fue condecorado con la Legión del Mérito y nombrado miembro honorario de la Orden del Imperio Británico.
Terminada la guerra, entró en el Departamento de Estado como asistente del jefe de la División Económica Alemana-Austríaca. En 1946 volvió por un año a la Universidad de Oxford como profesor de Historia Americana, y en 1947 se convirtió en asistente del Secretario Ejecutivo de la Comisión Económica para Europa, un órgano de las Naciones Unidas que participó en el desarrollo del Plan Marshall. 
En 1949 fue profesor de Historia e Instituciones Americanas en la Universidad de Cambridge. Entre 1950 y 1961 fue profesor de Historia de la Economía en el Massachusetts Institute of Technology (MIT), y miembro de la directiva del Center for International Studies. En esos años escribió su libro "Las etapas del crecimiento económico", que buscaba generalizar el modelo de la historia económica moderna en forma de una serie de etapas de crecimiento económico. Y en 1958 trabajó por primera vez en la Casa Blanca como redactor de discursos del Presidente Dwight D. Eisenhower.

## Departamento de Estado (1961-1966) y consejero de Seguridad Nacional (1966-1969)
En 1960, colaboró como asesor en la campaña presidencial del senador John F. Kennedy, destacando por su habilidad para convertir conceptos académicos en términos accesibles para el electorado no instruido. Suyos fueron lemas como "Hagamos que el país se ponga otra vez en marcha", "la nueva frontera" o "la década del desarrollo."
A comienzos de 1961, el presidente Kennedy lo nombró número dos del Consejo de Seguridad Nacional de la Casa Blanca. Y a finales de ese año fue nombrado presidente del Consejo de Planificación Política, el principal brazo estratégico del Departamento de Estado. Entre 1964 y 1966, también sirvió como miembro del Comité Interamericano de la Alianza para el Progreso, con rango de Embajador.
En 1966, y tras la dimisión de McGeorge Bundy, el presidente Lyndon Johnson escogió a Rostow como su Consejero de Seguridad Nacional. Al Presidente le gustaba su fervor anticomunista, su autoconfianza y seguridad en la rectitud moral de sus posiciones. Rostow llegó al cargo en un momento en que la crítica y la oposición a la guerra de Vietnam comenzaban a cristalizarse, y respondió al propósito de blindar al Presidente de la crítica y de la realidad. 
Siempre hizo proyecciones optimistas sobre el esfuerzo militar estadounidense en Vietnam, y mostró un apoyo consistente al uso de la Fuerza Aérea para lograr los objetivos. Desarrolló la "tesis Rostow", que mantenía que una insurgencia apoyada externamente, sólo podría ser derrotada mediante la acción militar contra la fuente externa de apoyo, y que resultó en la intensificación de las operaciones militares.
Basó su apoyo a la guerra en sus teorías sobre la modernización, y muchas veces chocó con otros asesores del Presidente que tenían experiencia en el campo de batalla. Rostow sostenía que el desarrollo económico era un proceso de múltiples estados, estimulado por el deseo de mejorar la vida y lograr beneficios. Decía que la modernización se caracterizaba por un periodo de despegue, de rápido crecimiento estimulado por la expansión de sectores clave. Creía que EE. UU. debía de acelerar este proceso de modernización en lugares como el sudeste asiático, y esforzarse hasta alcanzarlo en detener por todos los medios diplomáticos o militares la infiltración de las guerrillas comunistas.
Le fue otorgada la Medalla Presidencial de la Libertad en 1969.

## Últimos años
Tras su papel en la Administración Johnson, su apoyo a la guerra de Vietnam y a la libre empresa, fue despreciado por la mayoría del mundo académico, dominado por keynesianos. No fue invitado a volver al Massachusetts Institute of Technology (MIT), y se estableció como profesor de Economía Política en el Lyndon B. Johnson School of Public Affairs de la Universidad de Texas, hasta que murió en 2003 a los 86 años.

## Ideas
Rostow, en su obra "Las etapas del crecimiento económico: un manifiesto no comunista", desarrolla un modelo de crecimiento estructurado en etapas, desde el estado original de subdesarrollo que considera a la sociedad tradicional, a la etapa de consumo en masa. Este modelo de crecimiento económico es una de las claves de la llamada Teoría del desarrollo.
Primera etapa: sociedad tradicional
La economía de este período se caracteriza por una actividad de subsistencia, donde la totalidad de la producción está destinada al consumo de los productores, más que para el comercio. Este comercio a pequeña escala se desarrolla gracias a sistemas de intercambio de mercancías y bienes, a modo de trueques, en una sociedad donde la agricultura es la industria más importante. La mano de obra empleada contrasta con la escasa cantidad de capital invertido, a la vez que la localización de los productos está firmemente determinada por los métodos tradicionales de producción. 
Segunda etapa: etapa de transición (condiciones previas para el “despegue económico”)
El incremento de la especialización en el trabajo genera excedentes para el comercio, a la vez que emerge una incipiente infraestructura de transportes para propiciar las relaciones comerciales. Por otra parte, los ingresos hacen que el ahorro y la inversión crezcan, facilitando la aparición de nuevos empresarios. Asimismo, se dan relaciones comerciales con el exterior que se concentran fundamentalmente en productos primarios básicos.
Tercera etapa: el despegue económico
Aumenta la industrialización, con un número cada vez mayor de trabajadores que se desplazan de la agricultura a la industria. No obstante, este crecimiento se concentra en ciertas regiones del citado país y en una o dos industrias manufactureras; mientras, el nivel de inversión alcanza el 10% del PIB.
Las transiciones económicas están acompañadas por la evolución de nuevas instituciones políticas y sociales que respaldaban la industrialización. El crecimiento es autosostenible a la vez que las inversiones conducen a un incremento de los ingresos que genera una mayor cantidad de ahorro para inversiones futuras. 
Cuarta etapa: camino de la madurez
La economía se diversifica en nuevas áreas, gracias a que la innovación tecnológica proporciona un abanico diverso de oportunidades de inversión. Además, la economía produce una gran diversidad de bienes y servicios de los que hay menos dependencia respecto de las importaciones.
Quinta etapa: consumo a gran escala
La economía está avanzando hacia el consumo masivo, lo que hace que florezcan industrias duraderas de bienes de consumo. El sector servicios se convierte crecientemente en el área dominante de la economía. De acuerdo con Rostow, el desarrollo requiere una inversión sustancial de capital. Para las economías de los LDC (Least Developed Countries), las condiciones necesarias para este crecimiento deberían haber sido creadas en esta etapa, al igual que si se les suministra ayuda o se realiza cualquier inversión extranjera en la tercera etapa, la economía local debería haber alcanzado la segunda etapa, lo que, de haber sido así, debería llevar a un rápido crecimiento.
Por el contrario, se critica a Rostow que su modelo fue desarrollado considerando únicamente a las culturas occidentales, sin poder ser aplicable a los LDCs. Asimismo, no detalla las condiciones previas para el crecimiento, a la vez que estas etapas son difícilmente identificables en la realidad según van emergiendo juntas. Así pues, resalta como elemento principal para el crecimiento económico la inversión, no tanto como el desarrollo en un significado amplio.